# روگذر

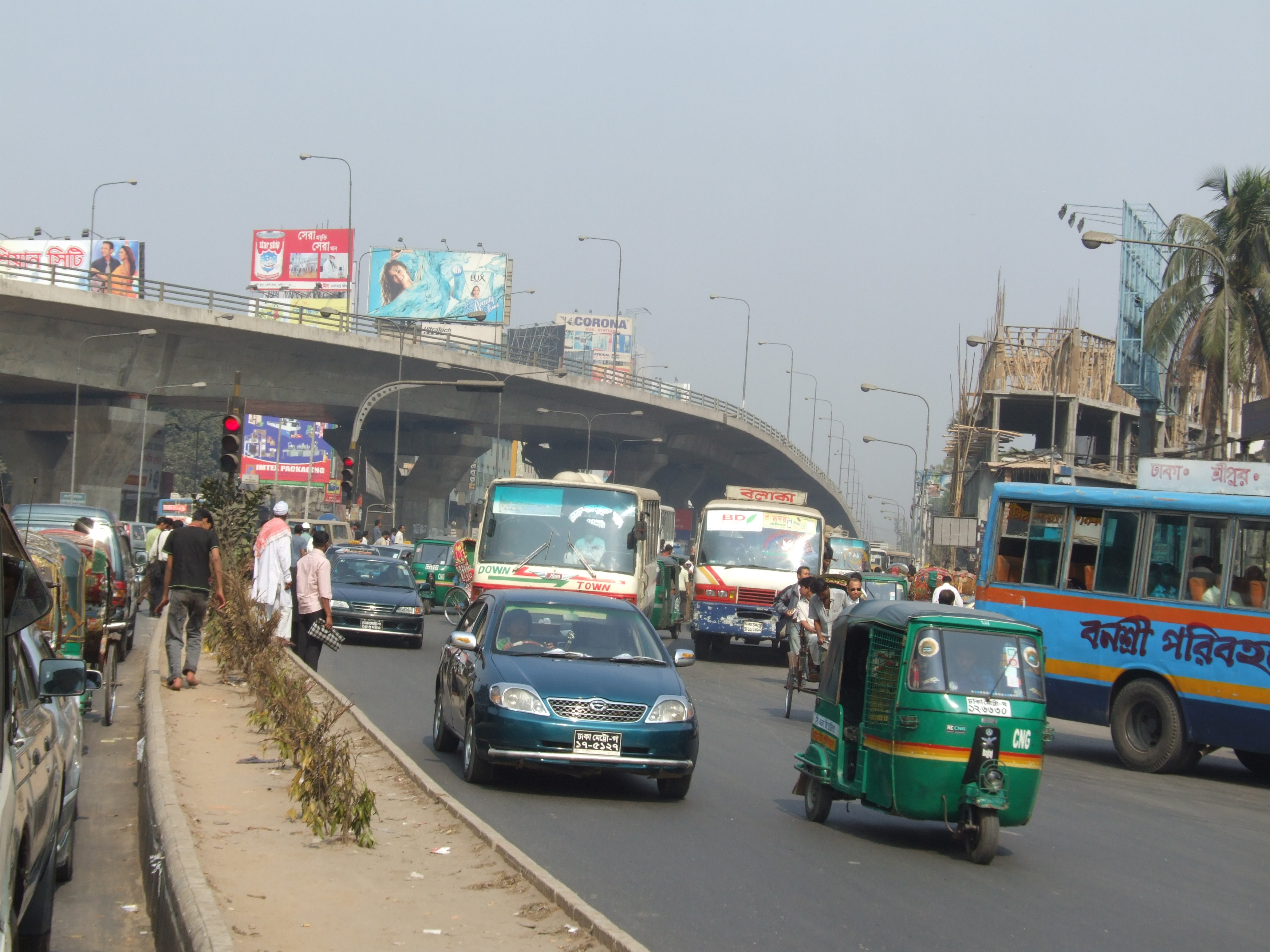
روگذر Mohakhali در داکا بنگلادش

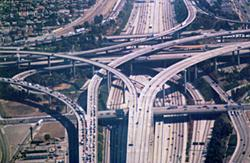
روگذری به صورت تقاطع در لس آنجلس.

یک روگذر عبارت است از یک پل، جاده، راه آهن یا مشابه آنها که از روی یک راه یا خط آهن دیگر می گذرد. ساختار است که می گذرد بیش از دیگر جاده یا راه آهن باشد. یک روگذر و زیرگذر با هم تشکیل یک تقاطع غیرهمسطح را می دهند.

## روگذر در بزرگراه و جاده
روگذر به معنای جاده یا رمپی است که از روی جاده دیگری عبور می کند. روگذر می‌تواند یک جاده مستقل باشد یا مسیری برای دور زدن و تغییر جهت باشد.

## روگذر پیاده
یک روگذر عابر پیاده به عابران پیاده اجازه می دهد تا با ایمنی و راحتی از جاده های شلوغ و پرترافیک گذر کنند. پل عابر پیاده نمونه ای از روگذرهای پیاده است.

## روگذر در راه آهن
پل های ریلی روگذر به قطار این امکان را می دهند که با سایر خطوط ریلی یا جاده ها تماس نداشته باشند. قطار شهری از همین مزیت برای تردد سریع استفاده می کند.

## همچنین نگاه کنید
- پل پیاده رو
- راه هوایی